# Niesky
Niesky (sorbisk: 'Niska') er en mindre by i Landkreis Görlitz. Med knap 10.000 indbyggere er Niesky blandt de mindste byer i Freistaat Sachsen, der har status som Großen Kreisstadt.

## Geografi
Niesky  ligger ca. 13 km vest for grænsen til Polen.
Ud over Niesky er der i bykommunen fire landsbyer Kosel (sorbisk: 'Kózło') og Stannewisch (Stanojšćo) mod nord, Ödernitz (Wódrjeńca) mod sydøst og  See (Jězor) mod vest.

### Nabokommuner
Nabokommuner er (med uret fra nord)  Rietschen, Hähnichen, Horka, Kodersdorf, Waldhufen, Quitzdorf am See og Kreba-Neudorf.